# لالیسقوری
لالیسقوری (گرجی: ლალისყური) یک روستا در شهرداری تلاوی در گرجستان است.

## مردم
| سرشماری | جمعیت |
| ------- | ----- |
| ۲۰۰۲    | ۶۵۷   |
| ۲۰۱۴    | ۴۹۹   |